# جواز سفر بورمي
جواز السفر البورمي أو جواز السفر الميانماري هو جواز السفر لمواطني بورما (التي تسمى رسميا "جمهورية اتحاد ميانمار").
حاليا حاملي جوازات السفر العادية البورمية يمكن ان يسافروا إلى كمبوديا، الهند واندونيسيا ولاوس والمالديف وماكاو (فيزا على وصول)، الفلبين، تايلاند وفيتنام من دون تأشيرة.
يصدر جواز سفر أحمر للمواطنين وجواز سفر أزرق للدبلوماسيين وجواز سفر أخضر للمسؤولين الحكوميين. جواز السفر الأحمر صالح لمدة 5 سنوات والجواز الأخضر لمدة ثلاث سنوات.

## المكاتب
افتتحت السلطات في عام 2014 15 مركز جديد لإصدار جوازات السفر بالإضافة إلى المكتبين الحاليين في يانغون وماندالاي. افتتحت المكاتب الجديدة في كل ولايات ومناطق ميانمار وكذلك في عاصمة البلاد نايبيداو.

## متطلبات التأشيرة
اعتبارًا من 28 سبتمبر 2019 كان مواطنو ميانمار يتمتعون بإمكانية دخول 46 دولة وإقليم بدون تأشيرة أو تأشيرة عند الوصول، مما جعل جواز سفر ميانمار يحتل المرتبة 95 من حيث حرية السفر وفقًا لمؤشر هينلي لجوازات السفر.

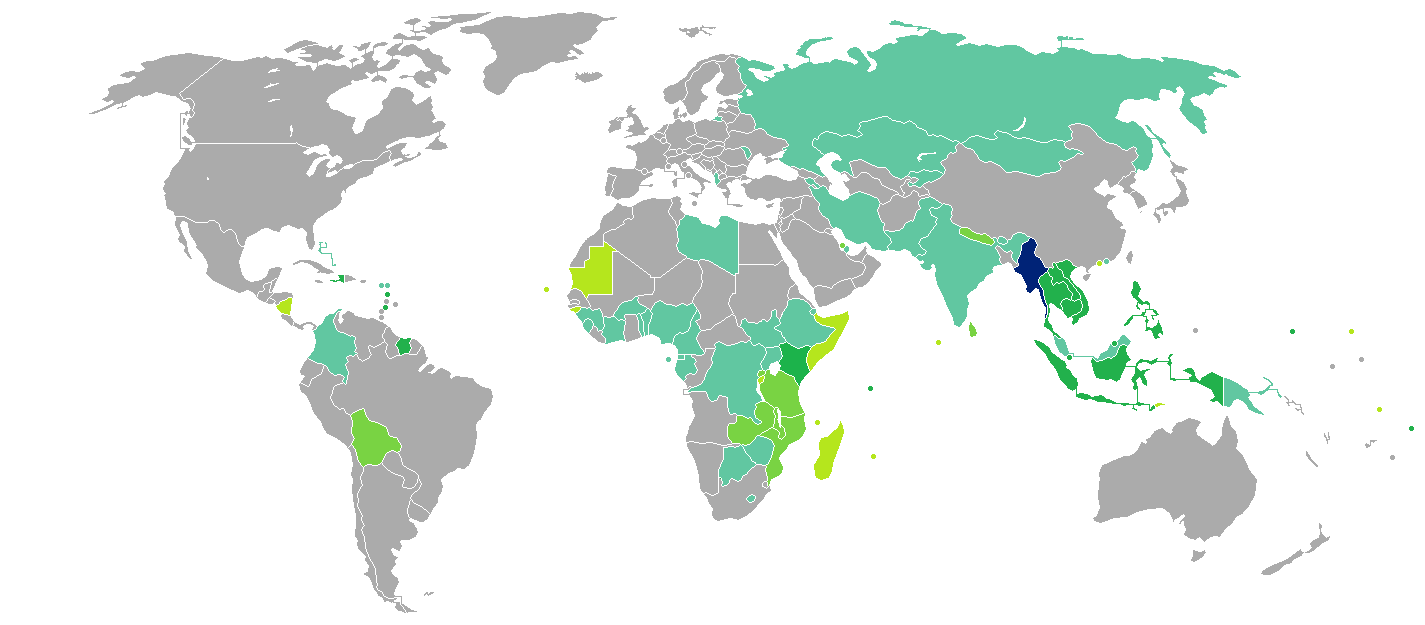
البلدان والأقاليم التي لا تفرض تأشيرة أو تطلب تأشيرة دخول عند الوصول للجهة، لحاملي جوازات السفر البورمية العادية.